# Pándi Pál
Pándi Pál (Eredeti neve: Kardos Pál) (Debrecen, 1926. augusztus 2. – Budapest, 1987. január 19.) Kossuth-díjas magyar irodalomtörténész, kritikus, szerkesztő, egyetemi tanár. Kardos László fia, Kardos András (1953) esztéta apja. 1973-tól a Magyar Tudományos Akadémia levelező, 1985-től rendes tagja.
Fő kutatási területe: a felvilágosodás, a reformkor, Petőfi Sándor költészete és életútja.

## Életpályája
Kardos László (1898–1987) és Gelbmann Kornélia (1901–1983) fia. Szülővárosában folytatott általános és középiskolai tanulmányokat. Zsidó származása miatt 1944-ben koncentrációs táborba hurcolták. 1945-től már Budapesten volt. Felsőfokú tanulmányokat a budapesti egyetem magyar-német szakán folytatott Eötvös-kollégistaként. 1949-től az Eötvös Loránd Tudományegyetem Bölcsészettudományi Karán tanította a felvilágosodás, a reformkor és az 1848–49-es forradalom és szabadságharc irodalmát. Fő kutatási területe Petőfi költészete és pályaképe. Néhány szemesztert a szegedi egyetemen is tanított. Kiváló előadó volt, magyar irodalmi előadásaira tódultak a diákok.
Irodalomtörténeti kézikönyveket és szöveggyűjteményeket szerkesztett, monográfiákat írt és magyar irodalmi műveket elemzett. Tanszékvezető egyetemi tanárrá 1967-ben nevezték ki, amiről 1983-ban lemondott.
A kortárs magyar irodalommal is foglalkozott, ezen a területen a kortárs irodalmi művek kritikusaként is fellépett. 1955-től szerkesztette a Szabad Nép kulturális rovatát, 1956-ban e lap hasábjain méltatta az 1956-os forradalmat, de hamarosan a Kádár-vonal mellé állt. 1961-ban az Új Írás egyik alapítója és szerkesztője, 1967-től négy évig a Népszabadság kulturális rovatvezetője, majd ezen rovat szerkesztőbizottsági tagja volt. 1972-től a Kritika új folyamának alapítója és szerkesztője volt.
A korszak kommunista irodalompolitikájához igazodott. Az 1950-es és 1960-as évek művelődés- és irodalompolitikájának egyik meghatározó egyénisége volt. A Farkasréti temetőben helyezték örök nyugalomra.

## Munkahelyei
Az ELTE BTK I. sz. Magyar Irodalomtörténeti Tanszéke, ill. Felvilágosodás- és Reformkori Magyar Irodalmi Tanszéke tanársegéde volt 1950–1952 között, egyetemi adjunktusa 1952–től 1960ig. Egyetemi docenssé 1960–ban, egyetemi tanárrá 1967-ben nevezték ki. A Tanszék vezetője volt 1967–1983 között. A Szegedi Tudományegyetemen a BTK I. sz. M. Irodalomtörténeti Tanszéken is tanszékvezető egyetemi docensként tanított az 1960–1961 tanévben. A Szabad Nép kulturális rovatvezetője volt 1955–1956-ban, az Új Írás szerkesztője 1961–1963 között, a Népszabadság kulturális rovatvezetője 1967–től 1971-ig. A Kritika alapító felelős szerkesztője  volt 1972–1983 között, a Népszabadság rovatszerkesztője és a szerkesztőbizottság tagja 1983–tól 1985-ig..

## Tanulmányai (válogatás)
- Petőfi Sándor. A költő pályaképe 1844 végéig. 1961. 2 db (kézirat, kandidátusi disszertáció)
- Elsüllyedt irodalom? : tanulmányok.[5] Budapest : Szépirod. Kiadó, 1963. 209 p.
- Első aranykorunk : Cikkek, tanulmányok a magyar felvilágosodás és reformkor irodalmáról. Budapest : Szépirodalmi Könyvkiadó, 1976. 620 p.
- „Kísértetjárás” Magyarországon. Az utópista szocialista és kommunista eszmék jelentkezése a reformkorban. 1. köt. Budapest : Magvető, 1972. 569 p.
- Petőfi és a nacionalizmus. Budapest : Akadémiai Kiadó, 1974. 307 p. (Ser. Korunk tudománya 0075 6946)
- Bánk bán kommentárok. Budapest : Akadémiai Kiadó, 1980. 2 db. (Ser. Korunk tudománya 0075 6946) ISBN 963-05-2281-0
- A realizmus igényével : A második következtetés. Budapest : Kossuth Könyvkiadó, 1980. 320 p. ; (Esztétikai kiskönyvtár)
- Úton Bolyai Farkas drámáihoz : az ember és a dráma : jegyzetek a 19. század elejének magyar drámáiról : akadémiai székfoglaló : 1986. május 26., Akadémiai Kiadó, 1989
- Teherpróba. Egy irodalomkritikus pályájának kritikus pontjai; vál., előszó Kardos András; Magvető, Budapest, 2022 (Tények és tanúk)

## Szerkesztéseiből, válogatásaiból
- Ludas Matyi : komikai elbeszélés / Fazekas Mihály ; [a bev. Pándi Pál munkája] Budapest : Franklin, 1950. 54 p.
- Csokonai Vitéz Mihály válogatott versei / [bev. és vál. Pándi Pál] Budapest : Szépirod. Kiadó, 1953. 116 p. (Ser. Szépirodalmi kiskönyvtár; 61.)
- A magyar irodalom története 1849-ig /[szerk. Bóka Lászlóval.] Budapest : Bibliotheca, 1957. 492 p.
- Petőfi Sándor összes költeményei. [Sajtó alá rend. és utószó Pándi Pál]. Budapest : Magyar Helikon, 1960. 1306 p. (Helikon klasszikusok; Díszkiadás)
- Szöveggyűjtemény a forradalom és szabadságharc korának irodalmából. Budapest. : Tankönyvkiadó, 1962. 1050 p.
- Tanulmányok Petőfiről / szerk. Tóth Dezsővel. Budapest : Akadémiai Kiadó, 1962.	509 p. (Irodalomtörténeti könyvtár ; 9.)
- A magyar irodalom története 1772-től 1849-ig. 3. köt. Budapest : Akadémiai Kiadó, 1965. ISBN 963-05-1642-X
- Szöveggyűjtemény a felvilágosodás korának irodalmából : [egyetemi segédkönyv]. (Főszerk. Pándi Pál, szerk. Mezei Márta; Szuromi Pál.) Budapest : Tankönyvkiadó, 1982. 2 db. ISBN 963-17-6357-9

## Irodalom (válogatás)

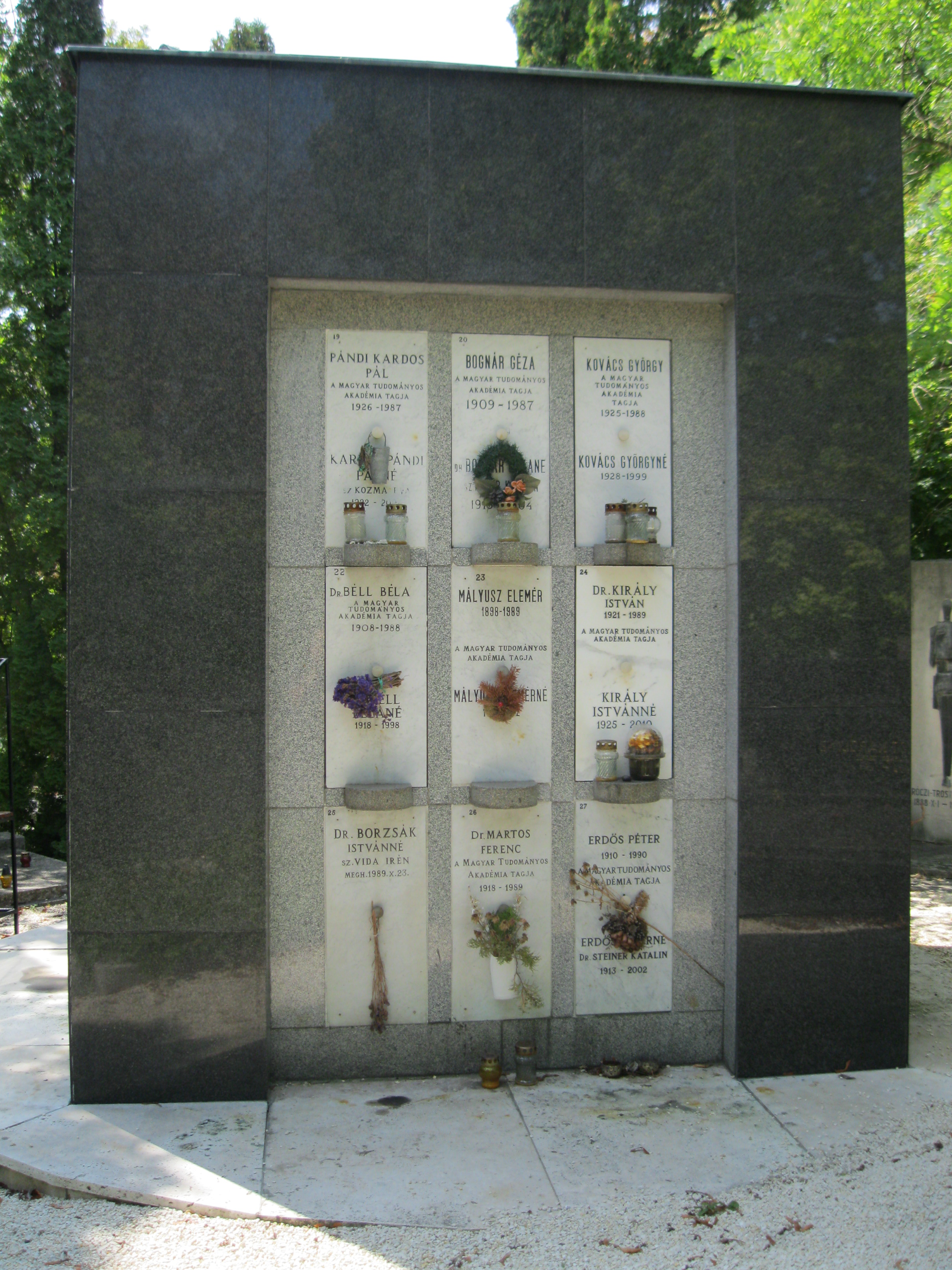
A Farkasréti temető Urnaháza. Itt található Pándi Pál urnafülkéje is